# Laul armastatule
Laul armastatule (Chant pour les bien-aimés) est une cantate symphonique pour chœur et orchestre écrite par Arvo Pärt, compositeur estonien associé au mouvement de musique minimaliste.

## Historique
Cette cantate a été composée en 1972 sur un texte de l'écrivain médiéval géorgien Chota Roustaveli.